# Lingua nobiin
La lingua nobiin o nubiano è una lingua che appartiene alla famiglia linguistica nubiana, parlata lungo il corso del Nilo nel sud dell'Egitto e nel nord del Sudan da circa 605.000 persone.
Il nobiin discende direttamente dall'antico nubiano, una lingua parlata e scritta fino al XV° secolo. I locutori Nobiin sono oggigiorno tutti bilingui e parlano correntemente l'arabo.
Il nobiin può essere trascritto utilizzando l'alfabeto arabo oppure quello latino.
Il Nobiin è una lingua tonale, i toni vengono indicati, nell'alfabeto latino, mediante accenti. Possiede vocali discriminanti e consonanti di diverse lunghezze. Le parole possono subire un'elisione o un'assimilazione in vari modi. 
I verbi possono essere posti in serie.
La tipologia della lingua è SOV.

## Fonetica

### Vocali
Il nobiin possiede 5 vocali, che possono essere brevi o lunghe. Nella trascrizione le vocali lunghe vengono raddoppiate. Tuttavia, molti sostantivi non tengono conto della lunghezza della vocale (bálé/báléé « festa », ííg/íg « fuoco », shártí/sháártí « lancia »...). 
| Werner 1987! | Anteriore  | Centrale   | Posteriore |
| ------------ | ---------- | ---------- | ---------- |
| Chiusa       | [i] • [i:] |            | [u] • [u:] |
| Semi-chiusa  | [e] • [e:] |            | [o] • [o:] |
| Aperta       |            | [a] • [a:] |            |

### Consonanti
| Werner 1987   | bilabiale | labio- dentale | alveolare | palatal     | velare    | glottale |
| ------------- | --------- | -------------- | --------- | ----------- | --------- | -------- |
| plosiva       | [p] • [b] |                | [t] • [d] |             | [k] • [g] |          |
| fricativa     |           | [f]            |           | [ç]         |           | [h]      |
| affricata     |           |                |           | [cç] • [ɟʝ] |           |          |
| nasales       | [m]       |                | [n]       | [ɲ]         | [ŋ]       |          |
| arrotondata   |           |                | [ɲ]       |             |           |          |
| approssimante | [w]       |                | [l]       | [j]         |           |          |

## Grammatica

### Pronomi
Pronomi personali:
- ày- Io
- ìr- Tu
- tàr- Lui, lei, questo
- ùù- Noi
- úr- Voi
- tér- Loro

Pronomi possessivi :
- àyíín   án   ànní   — mio/mia/miei
- ìríín   ín   ìnní   — tuo/tua/tuoi
- tàríín   tán   tànní   — suo/sua/suoi
- ùùíín   úún   ùùní   — nostro/nostri
- úríín   únn   únní   — vostro/vostri
- téríín   ténn   ténní   — loro

Pronomi dimostrativi :
- ìn : questo
- mán : quello

### Nomi
I nomi in Nobiin sono per lo più composti da due sillabe, ma ci sono anche i nomi monosillabici o molto più lunghi. I nomi possono essere derivati da aggettivi, verbi o da altri nomi aggiungendo suffissi differenti.
Il plurale cambia anche la pronuncia del nome: un sostantivo plurale si pronuncerà con un tono più grave, inoltre verrà completato con uno dei quattro suffissi plurali. Due di questi suffissi si pronunciano con tono grave, gli altri due sono pronunciati con tono acuto.
Il tono è indicato in Nobiin, quando viene scritto utilizzando l'alfabeto latino, attraverso il tipo d'accento: è (tono discendente, grave), é (aumento di tono, acuto).
- -ìì (grave) : féntí → fèntìì datteri
- -ncìì (grave) : àrréé → àrèèncìì cadute
- -ríí (acuto) : áádèm → ààdèmríí genti
- -gúú (acuto) : kúrsí → kùrsìgúú cacce

A priori, non esiste una regola generale, per quanto riguarda i nomi che permette di dire se tale nome avrà un suffisso è qualcosa che occorre conosceree. Tuttavia, notiamo, per esempio, che i nomi che terminano con -éé, di solito prendono il plurale in -ncìì (plurale 2).
Il genere di un sostantivo viene espresso lessicalmente, a volte utilizzando un suffisso, ma più spesso facendo seguire al nome, un qualificatore: óndí (maschile) o kàrréé (femminile):
- íd uomo / ìdéén donna
- tòòd ragazzo / búrú ragazza
- kàjkàrréé scimmia femmina' /kàjnóndí scimmia maschio

Relativamente a ciò, c'è una parola interessante: schiavo. Abbiamo in nobiin: òsshí (lo schiavo) e òsshá (la schiava), due forme sorprendentemente vicine. In antico nubiano, «schiavo» è neutro e plurale : oshonaeigou (schiavi).

## Geografia e demografia
Prima della costruzione della diga d'Assuan, i Nobiin vivevano nella valle del Nilo, tra la terza cateratta a sud e Korosko, oggi sulle rive del Lago Nasser, a nord. Ai giorni
nostri, i locutori Nobiin vivono:
- Vicino a Kom Ombo, 40 km a nord di Assuan, in Egitto
- Da Wadi Halfa a Burgeg, nella zona d'Ach-Chamaliya nel nord del Sudan
- A Halfa al Jadida, nella zona di Kassala in Sudan
- Al Cairo e a Khartum, città egiziana e sudanese che ospitano grandi comunità nobiin.

In passato, i nobiin sono stati denominati mahas, mahas-fiadidja e fiadicca. Il mahas ed il fiadidja sono dialetti simili al nobiin.

## Storia
Il Nobiin è una delle poche lingue africane con una storia scritta di oltre un millennio. L'antico nubiano, conservato sotto forma di una raccolta di manoscritti, per lo più cristiani, e documentata in dettaglio da Gerald Browne (1944-2004), è l'antenato diretto della lingua Nobiin. La maggior parte dei manoscritti sono stati ritrovati nella Valle del Nilo, tra la prima e la quinta cateratta. Sono una testimonianza della presenza nubiana durante il primo millennio. Due dialetti (o lingue) vicini al Nobiin, il dongolawi ed il kenzi, sono ancora parlati in questa regione. Altre lingue nubiane si parlano 500 km più a sud, nel Darfur e sulle montagne.
Dal VII secolo, i Nobiin si sono trovati a competere con i popoli arabi. La conversione della Nubia all'Islam dopo la caduta dei Regni Cristiani ha profondamente cambiato la lingua e il loro utilizzo. Nell'arabo attuale, parlato in Sudan, si ritrovano tracce di dialetti parlati nel Regno di Sennar, simili al nobiin.
Con l'invasione ottomana del XVI secolo, la lingua subì forti influenze turche.